# Musikjahr 1642
Liste der Musikjahre

◄◄ | ◄ | 1638 | 1639 | 1640 | 1641 | Musikjahr 1642 | 1643 | 1644 | 1645 | 1646 | ► | ►►

Weitere Ereignisse
Dieser Artikel behandelt das Musikjahr 1642.

## Ereignisse
- 22. Februar: Die Oper in drei Akten Il palazzo incantato von Luigi Rossi (Musik) mit einem Libretto von Giulio Rospigliosi, dem späteren Papst Clemens IX., wird im Palazzo Barberini „alle Quattro fontane“ in Rom uraufgeführt.
- In der Karnevalsaison 1642/1643 wird die Oper L’incoronazione di Poppea (deutsch: Die Krönung der Poppea) von Claudio Monteverdi auf ein Libretto von Giovanni Francesco Busenello im Teatro Santi Giovanni e Paolo in Venedig uraufgeführt.
- Die Oper La virtù de’ strali d’Amore von Francesco Cavalli auf ein Libretto von Giovanni Faustini wird im Teatro San Cassiano in Venedig uraufgeführt.
- Christoph Bach wird bis 1652 Ratsmusikant in Erfurt.
- Francesco Cavalli beginnt – mit der Oper La virtù de’ strali d’Amore – seine Zusammenarbeit mit dem Librettisten Giovanni Faustini.

## Instrumental- und Vokalmusik (Auswahl)
- Jean de Brébeuf – Jesous Ahatonhia, auch bekannt als „Huron Carol“ (gilt als das älteste kanadische Weihnachtslied)
- Christoph Demantius – Morgenröthe zu fünf Stimmen, Freiberg: Georg Beuther
- Johannes Eccard und Johann Stobaeus – Der Preussischen Fest-Lieder/ vom Advent an biß Ostern zu fünf, sechs und acht Stimmen, Teil 1, Elbing: Wendel Bodenhausen
- Géry de Ghersem – Missa sine nomine zu acht Stimmen, Antwerpen (hiervon ist nur die zweite Bass-Stimme überliefert)
- Claudio Monteverdi – Selva morale e spirituale
- Cornelis Padbrué – Synphonia in nuptias...
- Nicodemo Parisi – Messa e salmi concertati a 5 voci facili da cantarsi..., Venedig: Bartolomeo Magni
- Johann Rist – Des Daphnis aus Cimbrien Galathee, Hamburg: Jacob Rebenlein

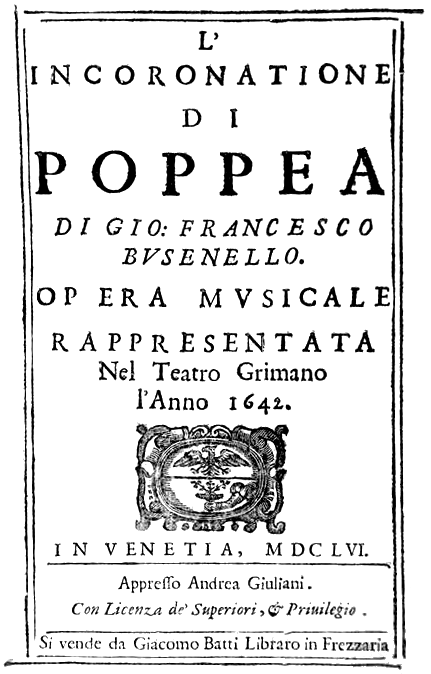
Claudio Monteverdi – L’incoronazione di Poppea Titelseite des Librettos, Venedig 1642

## Musiktheater
- Francesco Cavalli
  - Narcisso et Ecco immortalati, Libretto von Persiani (verschollen)
  - L’Amore innamorato (verschollen)
  - La virtù de’ strali d’Amore, Libretto von Giovanni Faustini
- Claudio Monteverdi – L’incoronazione di Poppea
- Luigi Rossi – Il palazzo incantato

## Geboren

### Geburtsdatum gesichert
- 11. Januar: Johann Friedrich Alberti, deutscher Organist und Komponist († 1710)
- 23. September: Giovanni Maria Bononcini, italienischer Violinist und Komponist († 1678)
- 18. Dezember: Johann Christoph Bach, deutscher Komponist († 1703)

### Geboren um 1642
- Benedictus a Sancto Josepho, niederländischer Komponist († 1716)

## Gestorben

### Todesdatum gesichert
- 26. Januar: Johann Matthäus Meyfart, deutscher Theologe, Pädagoge, Rhetoriker, Erbauungsschriftsteller, Kirchenlieddichter und Kämpfer gegen die Hexenverfolgung (* 1590)
- 10. Februar: Juan Carlos Amat, spanischer Arzt und Musiker (* 1572)
- 12. März: Michelangelo Amadei, italienischer Komponist (* 1586)
- 29. August: Giovanni Battista Buonamente, italienischer Komponist und Violinist (* um 1595)

### Gestorben nach 1642
- Paulus Arnolt, deutscher Stück- und Glockengießer (* 1600)
- Adriana Basile, italienische Sängerin (* um 1580)
- Simon Hayl, deutscher Orgelbauer (* unbekannt)
- Barthold Rothmann, deutscher Dichter und Komponist (* um 1570)
- Nicolas Vallet, niederländischer Lautenkomponist französischer Abstammung (* um 1583)